# Том Круз
Томас Круз Мејпотер IV  (енгл. Thomas Cruise Mapother IV; Сиракјус, 3. јул 1962) амерички је филмски глумац и продуцент.

## Биографија
Том Круз је рођен у Сиракјусу, (Њујорк), од оца Томаса Круза Мејпотера III и мајке Мери Ли Фајфер. У детињству се често селио по САД и Канади. Живео је у Отави (Канада), Луивилу (Кентаки) (где је похађао гимназију Сент Завијер), Глен Риџу, Њу Џерзи (где је похађао гимназију Глен Риџ) и Вејну, Њу Џерзи. Пре него што се почео бавити глумом, похађао је школу за католичког свештеника.
На филму је први пут наступио 1981. године у остварењу Франка Зефирелија Љубав без краја, а прву већу улогу имао је 1983. године у филму Ризичан посао редитеља Пола Брикмана. Касније игра у филмовима као што су: Топ ган, Боја новца, Кишни човек, Рођен 4. јула, Интервју са вампиром, Немогућа мисија, Џери Магвајер... Три пута је номинован за Оскара као најбољи главни глумац и то за филмове Рођен 4. јула, Џери Магвајер и Магнолија.

## Приватни живот
Круз се венчао 1987. године са Мими Роџерс од које се развео три године касније. Потом се венчао са глумицом Никол Кидман с којом је брак трајао до 2001. године. Имао је кратку љубавну везу са шпанском глумицом Пенелопом Круз, са којом је глумио у филму Небо боје ваниле. Са глумицом Кејти Холмс коју је запросио на Ајфеловом торњу (Париз) 2005. године добио је ћерку Сури Круз и били су у браку до 2012. године када је одјекнула вест о њиховом разводу. Наводно, узрок развода је његова превелика посвећеност Сајентолошкој религији, а прича се да због свог религијског опредељења последњих 10 година уопште није у контакту са бившом женом и ћерком. Његов брат од стрица Вилијам Мејпотер је карактерни глумац.

## Награде
- Номинован за Оскара као најбољи главни глумац у филму — Рођен 4. јула, 1989. године
- Номинован за Оскара као најбољи главни глумац у филму — Џери Магвајер, 1996. године
- Номинован за Оскара као најбољи главни глумац у филму — Магнолија, 1999. године
- Почасна Златна палма Фестивала у Кану (2022)[5]

## Филмографија
| Улоге Тома Круза |                                     |               |                                          |          |
| Година           | Српски назив                        | Изворни назив | Улога                                    | Напомена |
| 1981.            | Љубав без краја                     |               |                                          |          |
| 1981.            | Побуна на војној академији          |               |                                          |          |
| 1983.            | Аутсајдери                          |               |                                          |          |
| 1983.            |                                     |               |                                          |          |
| 1983.            | Ризичан посао                       |               |                                          |          |
| 1983.            |                                     |               | Стефан Ђорђевић                          |          |
| 1985.            | Легенда                             |               | Џек                                      |          |
| 1986.            | Топ ган                             |               | Поручник фрегате Пит „Маверик“ Мичел     |          |
| 1986.            | Боја новца                          |               | Винсент Лорија                           |          |
| 1988.            | Коктел                              |               | Брајан Фланаган                          |          |
| 1988.            | Кишни човек                         |               | Чарли Бабит                              |          |
| 1989.            | Рођен 4. јула                       |               | Рон Ковик                                |          |
| 1990.            | Дани грома                          |               | Кол Трикл                                |          |
| 1992.            | Тамо далеко                         |               | Џозеф Донели                             |          |
| 1992.            | Неколико добрих људи                |               | Данијел Аластер Кафи                     |          |
| 1993.            | Фирма                               |               | Мич Макдир                               |          |
| 1994.            | Интервју са вампиром                |               | Леста де Лионкур                         |          |
| 1996.            | Немогућа мисија                     |               | Итан Хант                                |          |
| 1996.            | Џери Магвајер                       |               | Џери Магвајер                            |          |
| 1999.            | Широм затворених очију              |               | др Вилијам „Бил“ Харфорд                 |          |
| 1999.            | Магнолија                           |               | Френк Т. Џ. Маки                         |          |
| 2000.            | Немогућа мисија 2                   |               | Итан Хант                                |          |
| 2001.            | Стенли Кјубрик: живот у сликама     |               |                                          |          |
| 2001.            | Небо боје ваниле                    |               | Дејвин Ејмс                              |          |
| 2002.            | Космичка станица 3Д                 |               |                                          |          |
| 2002.            | Сувишни извештај                    |               | Џон Андертон                             |          |
| 2002.            | Остин Пауерс: Голдмембер            |               |                                          |          |
| 2003.            | Последњи самурај                    |               | Нејтан Олгрен                            |          |
| 2004.            | Колатерал                           |               | Винсент                                  |          |
| 2005.            | Рат светова                         |               | Реј Феријер                              |          |
| 2006.            | Немогућа мисија 3                   |               | Итан Хант                                |          |
| 2007.            | Глинени голубови                    |               | сенатор Џаспер Ирвинг                    |          |
| 2008.            | Тропска олуја                       |               | Лес Гросман                              |          |
| 2008.            | Операција Валкира                   |               | Клаус фон Штауфенберг                    |          |
| 2010.            | Невине лажи                         |               | Рој Милер                                |          |
| 2011.            | Немогућа мисија: Протокол Дух       |               | Итан Хант                                |          |
| 2012.            | Џек Ричер                           |               | Џек Ричер                                |          |
| 2013.            | Заборав                             |               | Џек Харпер                               | -        |
| 2014.            | На рубу времена                     |               | Вилијам Кејџ                             |          |
| 2015.            | Немогућа мисија: Отпадничка нација  |               | Итан Хант                                |          |
| 2016.            | Џек Ричер: Без повратка             |               | Џек Ричер                                |          |
| 2017.            | Мумија                              |               | Ник Мортон                               |          |
| 2018.            | Немогућа мисија: Разилажење         |               | Итан Хант                                |          |
| 2022.            | Топ ган: Маверик                    |               | Капетан бојног брода Пит „Маверик“ Мичел |          |
| 2023.            | Немогућа мисија: Одмазда — Први део |               | Итан Хант                                |          |
| 2025.            | Немогућа мисија: Коначна одмазда    |               | Итан Хант                                |          |

### Познати глумци са којима је сарађивао
- Пол Њумен (Боја новца)
- Дастин Хофман (Кишни човек)
- Никол Кидман (Дани грома, Тамо далеко, Широм затворених очију)
- Деми Мур (Неколико добрих људи)
- Џек Николсон (Неколико добрих људи)
- Џин Хекман (Фирма)
- Бред Пит (Интервју с вампиром)
- Тим Робинс (Рат светова)
- Рене Зелвегер (Џери Магвајер)
- Хенри Кавил (Немогућа мисија: Разилажење)